# Ejército de Bolivia
L'Esercito boliviano (in spagnolo Ejército Boliviano) è la componente terrestre delle forze armate boliviane. In media, l'esercito è composto da 31.500 uomini.

## Organizzazione

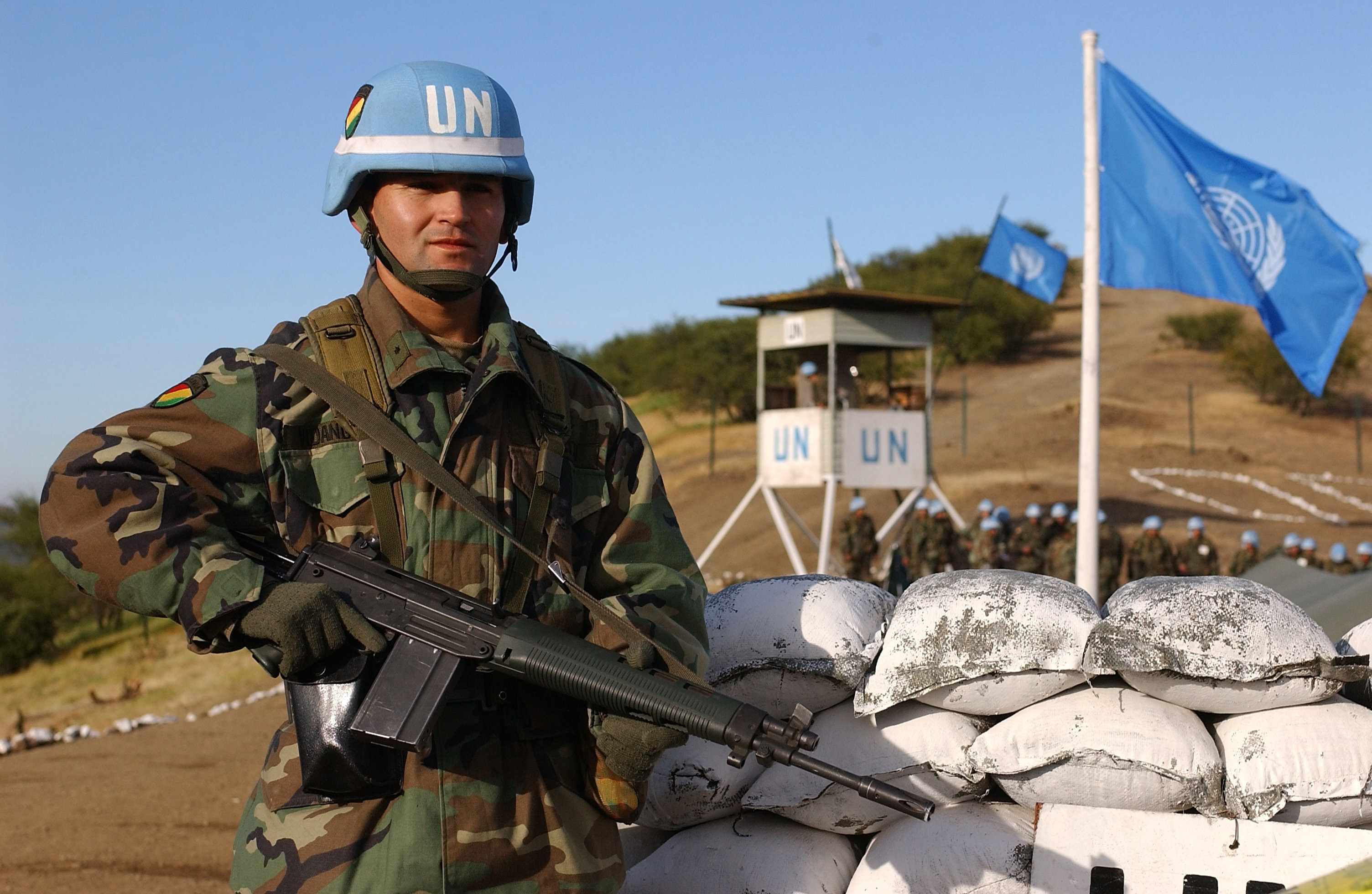
Un soldato boliviano durante un'esercitazione delle Nazioni Unite in Cile

### Unità combattenti direttamente sotto il comando generale dell'esercito
- 1º Reggimento fanteria "Colorados" (Guardia Presidenziale), contiene 2 battaglioni: BF-201 e BF-202
- BATCOM-251,
- Cen. gen. di manutenzione no. 1
- Batt. trasporti no. 1.
- 1º Reggimento sicurezza parchi nazionali

#### Comando Forze Speciali
Il comando delle forze speciali controlla le seguenti unità:
- 1º Rgt. ranger "German Busch", Challapata
- 12º Rgt. ranger "MANCHEGO", Montero
- 16º Rgt. fanteria JORDAN, Riberalta (Forze speciali)
- 18º Reggimento fanteria paracadutista VICTORIA "Centro d'Addestramento Forze Speciali dell'Esercito", Cochabamba
- 24º Reggimento ranger (alpino) MÉNDEZ ARCOS, Challapata

#### Comando Aviazione dell'Esercito
Compagnia Aviazione dell'esercito 291 (La Paz), compagnia aviazione dell'esercito 292 (Santa Cruz)
- 291º Gruppo cavalleria (La Paz)

### Regionali
L'esercito boliviano ha sei regioni militari (regiones Militares-RMS) che coprono i vari Dipartimenti della Bolivia:
- RM 1, La Paz, la maggior parte del Dipartimento di La Paz: 1ª Divisione d'Armata, 1ª Divisione meccanizzata, 297° BPM C.L. Saavedra (battaglione di polizia militare), BG-296 CLN R.C. Zabalegui (batt. ecologico), BG-297 (batt. ecologico), BATLOG-1 (btn. logistico), 291º Gruppo aereo, 1º ospedale militare, Scuola di Polizia Militare, Centro di Equitazione dell'Esercito, Accademia Militare della Bolivia "COL. Gustavo Villaroel Lopez", Scuola d'intelligence dell'Esercito, Scuola del Genio dell'Esercito MCAL Antonio José de Sucre, Scuola delle trasmissioni e delle comunicazioni dell'Esercito, Scuola dei Corazzati dell'Esercito, 1º Reggimento del Genio dell'Esercito CPN Felipe Ochoa "Centro d'ingegneria e manutenzione dell'Esercito", Scuola di Musica Militare dell'Esercito "Ten. Col. Antonio Patino"
- RM 2, Potosí, che copre i dipartimenti di Oruro e Potosi: 2ª e 10ª DA, 1° RR, 24° RR M. Arcos (rgt. ranger), ADA-202 (gruppo a.a.), Scuola d'Alpinismo dell'Esercito
- RM 3, Tarija, composto dal Dipartimento di Tarija, dal Chuquisaca orientale e dal Santa Cruz meridionale: 3ª e 4ª DA
- RM 4, Sucre, che copre i dipartimenti di Cochabamba e del Chuquisaca settentrionale: 7ª Divisione d'Armata, 272° Btn PM, BATLOG-2 (batt. log.), ospedale mil. NO2, Arsenali dell'Esercito di Cochabamba, Accademia di Comando e Stato Maggiore dell'Esercito MSHL Antonio de Santa Cruz, Scuola Sottufficiali dell'Esercito "SGT M. Paredez", Scuola d'Artiglieria, 18° RPF "Victoria" (Centro d'Addestramento Truppe Speciali dell'Esercito), Istituto Studi Avanzati Sottufficiali e Marescialli dell'Esercito, Scuola di Applicazione delle Armi dell'Esercito, Liceo Militare Ten. Edmundo Andrade
- RM 5, Cobija, che comprende il Dipartimento di Pando e parti dei dipartimenti di La Paz e di Beni: 6ª DA, 16° RF Jordan (forze speciali), Scuola di Operazioni nella Giungla dell'Esercito
- RM 6, Santa Cruz, che copre la maggior parte del Dipartimento di Santa Cruz: 5ª e 8ª DA, BMP-273 R. Amezaga (polizia militare), BG-298 (batt. ecologico), 12° RR Manchego (ranger), BATLOG-3 (batt. logist.), 292ª compagnia dell'aviazione dell'esercito, Scuola boliviana Condores (forze speciali), 6° RF

### Divisioni dell'Esercito
L'esercito è organizzato in dieci divisioni territoriali, ciascuna delle quali, ad eccezione di Viacha, occupano una regione generalmente corrispondente ai servizi amministrativi, con qualche sovrapposizione. Queste e le loro rispettive unità di coordinamento e costituenti divisionali sono:
- 1ª Divisione meccanizzata, Viacha (Dipartimento di La Paz): 1º Reggimento d'artiglieria da campo "Camacho", 6º Reggimento d'artiglieria di difesa aerea, 23° RF (addestramento di fanteria meccanizzata), 4° RF Tarapaca (Mecc.) 5° RCA, 2° RCA (Addestramento), 1º Reggimento corazzato, 8° RF (mecc.) "Ayacucho", 2º Rgt. d'artiglieria
- 1ª DA, Viacha (Dipartimento di La Paz): 36° RF, 35° RF, 30° RF Murillo (alpino), 2° CBG G.F.Roman.
- 2ª DA, Oruro: 21° RF Illimani (Montagna), 22° RF Mejillones, 25° RF (alpino) Tocopilla, 8° RC Braun, 7° Bat. Gen. Sajama.
- 3ª DA, Villamontes (Dipartimento di Tarija): 5° RF Campero, 20° RF Padilla, 3° RC Aroma, 3° RA Pisagua, 1° CBG Chorolque.
- 4ª DA, Camiri (Dipartimento di Santa Cruz):, 6º Reggimento fanteria Campos, 11° RF Boqueron, 1º Rgt. cavalleria "E. Avaroa", 4° RAC Bullian
- 5ª DA, Roboré (Dipartimento di Santa Cruz): 13° RF Montes, 14° RF Florida, 15° RF Junin, 6° RC Castrillo, 5° RA Vergara
- 6ª DA, Trinidad: 17° RF Indepedencia, 29° RF Echevarria, 31° RF Rios, 32° RF Murguia, 2º Rgt. cavalleria Ballivan, 8° RA Mendez (riserva), 6° Bat. Gen. Riosinho.
- 7ª Divisione d'Armata, Cochabamba (la più grande): 18º Reggimento fanteria paracadutista "Victoria" (Centro d'Addestramento Truppe Speciali dell'Esercito), 26° RF R. Barrientos (mecc.) 29° RFP "CPT V.Ustariz" (aerotrasportato), 7° RA Tumusia, 5° Bat. Gen. T.N. Ovando
- 8ª DA, Santa Cruz:7° RF Marzana, 10° RF Warnes (mecc.), 10° RC G.M.J.M. Mercado, 9° RA Mitre (riserva),3° Bat. Gen. Pando.
- 9ª DA (Riserva), Rurrenabaque: la Divisione è stata ridotta allo stato di riserva e le sue unità componenti sono state suddivise tra DE-1 e DE-6
- 10ª DA, Tupiz: 2º Reggimento fanteria "Maresciallo Antonio José de Sucre", 3º RF "Juan Jose Perez", 4° RF Loa, 27° RF Antofagasta, 7º RCC Chichas (cavalleria corazzata), 12° RA Ayohuma (riserva)

Abbreviazioni reggimentali
RF/RFP: reggimento di fanteria
RC/RCC: reggimento di cavalleria
RA: reggimento d'artiglieria
Bat. Gen.: battaglione del Genio

Carro armato leggero da 19 ton SK-105 Kürassier con cannone da 105mm gun su una torretta oscillante

Le dieci divisioni controllano le seguenti unità:

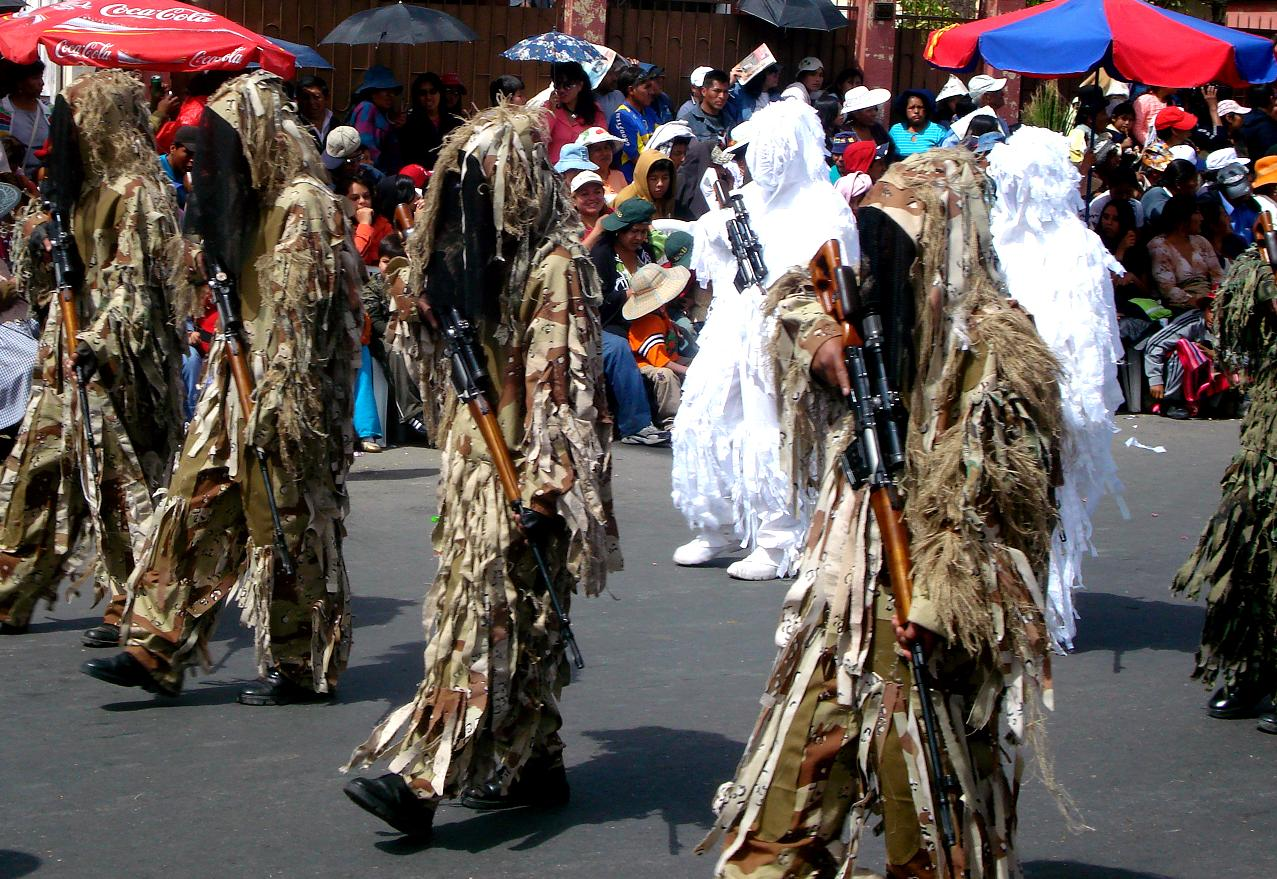
Cecchini che trasportano fucili Dragunov SVD.

- otto reggimenti di cavalleria, inclusi due reggimenti meccanizzati
- ventitré reggimenti di fanteria, inclusi due aerotrasportati e due alpini
- un reggimento meccanizzato di ricogn. e un reggimento corazzato
- due reggimenti di ranger ed un reggimento forze speciali
- sei reggimenti d'artiglieria più tre in riserva
- un gruppo d'artiglieria ed uno antiaereo
- un reggimento di artiglieria ed uno antiaereo
- tre battaglioni di polizia militare
- tre battaglioni ecologici
- due compagnie dell'aviazione dell'esercito
- sei battaglioni del Genio
- Inclusi i comandi di supporto logistico e didattico
- Guardia Presidenziale (Reggimento boliviano "Colorados"), reggimento sotto il diretto controllo del quartier generale dell'esercito a Miraflores, nel distretto di La Paz

L'esercito mantiene una piccola flotta di aerei commerciali, soprattutto per sostenere il quartier generale.

## Uniformi
Gli ufficiali dell'esercito, i sottufficiali e i soldati generalmente indossano uniformi di servizio grigie o, per le zone tropicali, grigio-verdi. Le divise erano verde oliva, e le uniformi di combattimento erano di motivo mimetico boschivo e desertico. Il copricapo standard per il personale arruolato è il berretto con i colori nazionali rosso, giallo e verde. Le truppe corazzate si distinguevano per i berretti neri, e anche i paracadutisti indossavano berretti neri. Le forze speciali indossavano uniformi mimetiche distintive con berretti verdi.

## Equipaggiamento
| Equipaggiamento dell'esercito boliviano | |
| Carri armati                            | 54 SK-105 Kürassier+ 2 4K4FA-SB20 Greif-Recov+ 2~4 M578 Cherry Picker-Reco. |
| Veicoli di ricognizione                 | 24 EE-9 Cascavel, 50 HMMWV |

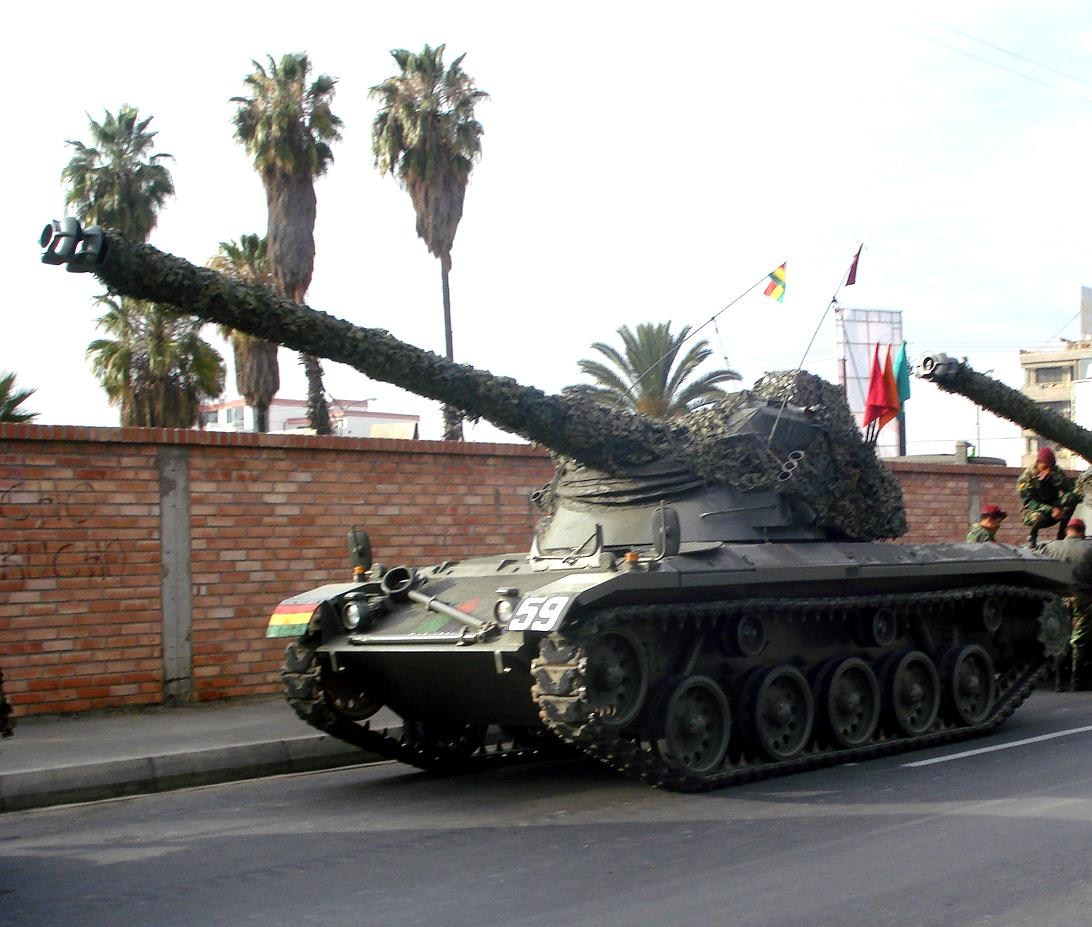
Carro leggero SK-105 Kürassier boliviano.

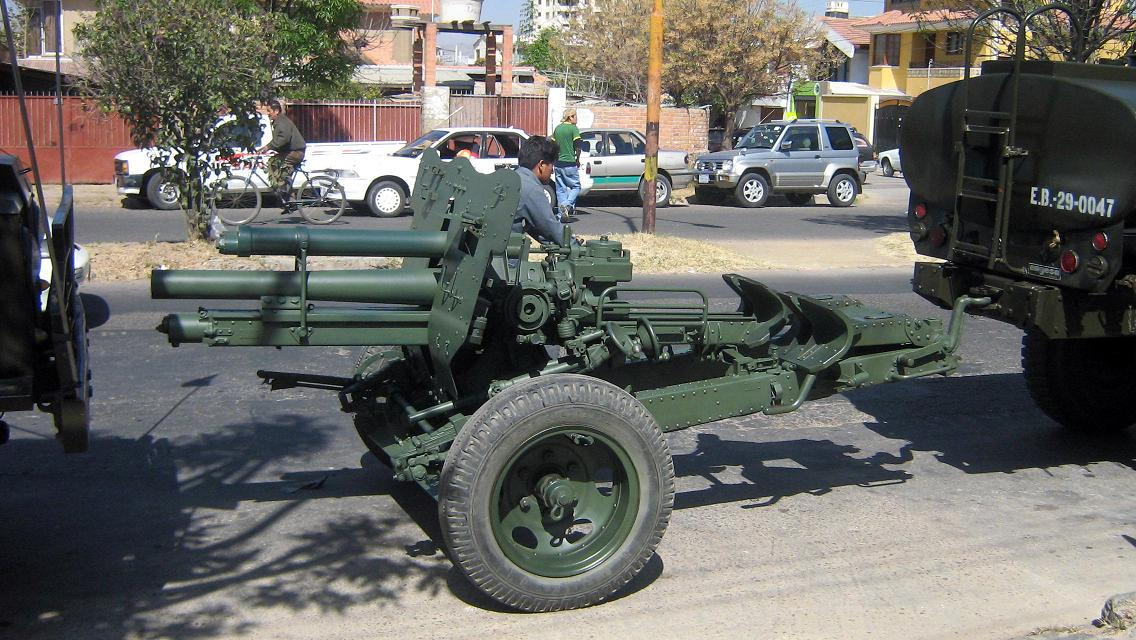
7,5 cm FK 18 durante una parata a Cochabamba.

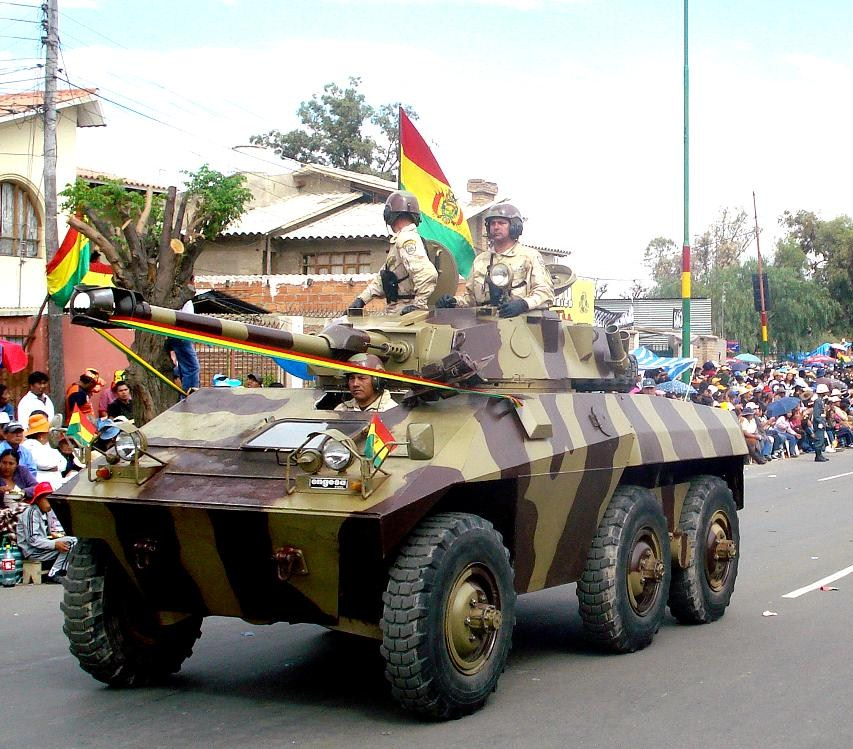
AFV EE-9 Cascavel boliviano.

| Veicoli trasporto truppe                | 50 M113 con aggiornamenti locali, 24 APC EE-11 Urutu, 24 M3 Half-track 15 Cadillac Gage Commando V-150, 24 MOWAG Roland (aggiornato localmente; usato dalla polizia militare) |
| Artiglieria                             | 18 obici Type 54 122 mm, 20 obici 10,5 cm leFH 18 105 mm. 6 obici 105 mm M101, 36 obici M1 Pack 75 mm 6 obici Bofors L/40 M1935 75mm. Mortai: M120 120 mm, mortai M30 107 mm, 250 mortai M29 81 mm, FM 81 mm, W87 81 mm, M-60 60 mm, Type 63-1 60 mm, mortai M224 60 mm AntiAerea: 16 2x37 mm Type 65, 80 2x20 mm Oerlikon K20, 50 HN-5 MANPAD Surface-to-air missile AntiCarro: RPG-7, Type 69-1, 2,000 66 mm M72A3 LAW, RL-83 Blindicide 90 mm M-20 Super-Bazooka, 90 mm M67 senza rinculo, 82 mm Type 65/78 senza rinculo, 105 mm M40A1 senza rinculo, 40 HJ-8B Red Arrow ATGM |
| Trasporto                               | Veicoli di trasporto: DongFeng EQ 2081/2100, FEW C A4140K2E4R7A, Stayer 1491, Hyundai HD170, 16 Ford F-750, camion Unimog 416 Dodge M-37 2½ ton, camion Engesa EE-15, 597 camion Engesa EE-25, camion FIAT IVECO 619 5 ton Veicolo di trasporto tattico: 30 M988 HMMWV, 40 Koyak (produzione locale) Veicoli di trasporto utility: Ford M151 MUTT, CJ-5, CJ-7, Jeep Wrangler, BJ 2020VJ, cavalli (usati ancora dalle unità di cavalleria boliviane) |
| Armi piccole                            | Pistole: Browning Hi Power, Glock 17, Beretta 92F, S&M mod.10 all 9 mm, M1911A1 (.45ACP) Pistole mitragliatrici: FMK-3, UZI, MAT 49 Fucili d'assalto: 5,56 mm; Galil AR, M-16A1, Steyr AUG A1, SA-80. 7,6 2mm; FN FAL, SIG 542, SIG 510-4, Type 56-2 (AK-47), Fucili di precisione: Dragunov SVD, Mauser mod . 86SR, Steyr SSG 69P1 Fucili Anti-materiale: Steyr HS .50 Mitragliatrici: M60, FN MAG 60-20, SIG MG 710-3, Type 56 LMG Lanciagranate: Type 87 35 mm, MM-1, M79, M203 Fucili da caccia: Remington 870 e Remington 11-87.                                             |

### Mezzi aerei
Sezione aggiornata annualmente in base al World Air Force di Flightglobal del corrente anno. Tale dossier non contempla UAV, aerei da trasporto VIP ed eventuali incidenti accorsi durante l'anno della sua pubblicazione. Modifiche giornaliere o mensili che potrebbero portare a discordanze nel tipo di modelli in servizio e nel loro numero rispetto a WAF, vengono apportate in base a siti specializzati, periodici mensili e bimestrali. Tali modifiche vengono apportate onde rendere quanto più aggiornata la tabella.
| Aeromobile            | Origine     | Tipo                       | Versione (denominazione locale) | In servizio (2024) | Note                                                     | Immagine |
| Aerei da trasporto    |             |                            |                                 |                    |                                                          |          |
| Beechcraft King Air   | Stati Uniti | aereo da trasporto leggero | C90                             | 1                  | 1 C90 in servizio ad aprile 2023.                        |          |
| Fokker F27 Friendship | Paesi Bassi | aereo da trasporto tattico | F27-200                         | 1                  | 1 F27-200 in servizio ad aprile 2023.                    |          |
| Elicotteri            |             |                            |                                 |                    |                                                          |          |
| Harbin Z-9 Haitun     | Cina        | elicottero medio           | Z-9                             | 5                  | 6 Z-9 ordinati nel 2011 e consegnati nel settembre 2014. |          |

### Aeromobili ritirati
- Robinson R44 Raven I - 1 esemplare (2013-2022)[7][8]